# Yaxley FC
Yaxley FC (celým názvem: Yaxley Football Club) je anglický fotbalový klub, který sídlí ve vesnici Yaxley v nemetropolitním hrabství Cambridgeshire. Založen byl v roce 1962 pod názvem Yaxley Rovers FC. Od sezóny 2018/19 hraje v Southern Football League Division One Central (8. nejvyšší soutěž). Klubové barvy jsou modrá a bílá.
Své domácí zápasy odehrává na stadionu Leading Drove s kapacitou 1 500 diváků.

## Historické názvy
Zdroj: 
- 1962 – Yaxley Rovers FC (Yaxley Rovers Football Club)
- 1963 – Yaxley British Legion FC (Yaxley British Legion Football Club)
- 1986 – Coalite Yaxley FC (Coalite Yaxley Football Club)
- 1990 – Clarksteel Yaxley FC (Clarksteel Yaxley Football Club)
- 1995 – Yaxley FC (Yaxley Football Club)

## Získané trofeje
- Huntingdonshire Senior Cup ( 8× )
  - 1974/75, 1975/76, 1982/83, 1983/84, 1998/99, 2003/04, 2004/05, 2007/08

## Úspěchy v domácích pohárech
Zdroj: 
- FA Cup
  - 2. předkolo: 2002/03, 2006/07
- FA Vase
  - 4. kolo: 2014/15

## Umístění v jednotlivých sezonách
Stručný přehled
Zdroj: 
- 1988–1992: Eastern Counties League (Division One)
- 1995–1997: United Counties League (Division One)
- 1997–2018: United Counties League (Premier Division)
- 2018– : Southern Football League (Division One Central)

Jednotlivé ročníky
Zdroj: 
Legenda: Z - zápasy, V - výhry, R - remízy, P - porážky, VG - vstřelené góly, OG - obdržené góly, +/- - rozdíl skóre, B - body, červené podbarvení - sestup, zelené podbarvení - postup, fialové podbarvení - reorganizace, změna skupiny či soutěže
| Sezóny  | Liga                                            | Úroveň | Z  | V  | R  | P  | VG  | OG | +/- | B  | Pozice |
| ------- | ----------------------------------------------- | ------ | -- | -- | -- | -- | --- | -- | --- | -- | ------ |
| 2009/10 | United Counties League (Premier Division)       | 9      | 40 | 8  | 6  | 26 | 37  | 76 | -39 | 30 | 19.    |
| 2010/11 | United Counties League (Premier Division)       | 9      | 40 | 9  | 10 | 21 | 37  | 80 | -43 | 37 | 16.    |
| 2011/12 | United Counties League (Premier Division)       | 9      | 40 | 8  | 5  | 27 | 41  | 85 | -44 | 29 | 18.    |
| 2012/13 | United Counties League (Premier Division)       | 9      | 40 | 12 | 11 | 17 | 58  | 72 | -14 | 47 | 12.    |
| 2013/14 | United Counties League (Premier Division)       | 9      | 36 | 21 | 5  | 10 | 72  | 41 | +31 | 68 | 6.     |
| 2014/15 | United Counties League (Premier Division)       | 9      | 40 | 24 | 4  | 12 | 78  | 43 | +35 | 76 | 5.     |
| 2015/16 | United Counties League (Premier Division)       | 9      | 42 | 19 | 7  | 16 | 93  | 79 | +14 | 58 | 12.    |
| 2016/17 | United Counties League (Premier Division)       | 9      | 42 | 28 | 4  | 10 | 106 | 52 | +54 | 88 | 3.     |
| 2017/18 | United Counties League (Premier Division)       | 9      | 42 | 29 | 6  | 7  | 135 | 40 | +95 | 93 | 1.     |
| 2018/19 | Southern Football League (Division One Central) | 8      | 38 |    |    |    |     |    |     |    |        |